# Berlin Programm
Das Kulturmagazin Berlin Programm ist ein monatlich erscheinendes Berliner Stadtmagazin in Form einer Programmzeitschrift. Gegründet wurde es 1951 vom Verkehrsamt Berlin (Vorläufer des Fremdenverkehrsamts Berlin und der Touristeninformation Berlin).
Es ist die älteste der kontinuierlich erscheinenden Programmzeitschriften in Berlin, wird als Abonnement-Zeitschrift angeboten und ist überregional erhältlich.

## Geschichte
Zunächst erschien das Berlin Programm wöchentlich, ab Juni 1957 im 10-Tage-Rhythmus, dem wenig später auch der Wechsel vom DinA5-Format auf das bis heute beibehaltene quadratische Format folgte. Die Redaktion wurde neben dem Verkehrsamt zum Mitherausgeber, ab August 1970 zum alleinigen Herausgeber. Seit 1977 waren die Brüder Steffan und Rainer Rimbach Mitherausgeber und seit 1980 alleinige Herausgeber.
Mit dem Redaktions- und Besitzwechsel zu den Brüdern Rimbach war im Juli 1977 auch der Wechsel auf monatliches Erscheinen verbunden, wenig später auch die Einführung des Vierfarbdrucks.
Das Berlin Programm war zwar eine West-Berliner Zeitschrift, brachte aber bereits seit den 50er Jahren Informationen zum Besuch von Ostberlin. In den 1980er Jahren wurde das Informationsangebot über Veranstaltungen in der DDR-Hauptstadt erweitert.
Seit 1990 werden die Veranstaltungen der wiedervereinigten Stadt Berlin und der Stadt Potsdam veröffentlicht, dazu ausgewählte Highlights aus dem Land Brandenburg.

## Inhalt
Das Berlin Programm kündigt Veranstaltungen an, die in Berlin und im Umland mit Schwerpunkt Potsdam stattfinden. Es folgt dabei dem Prinzip der neutralen oder empfehlenden Ankündigung im Interesse der Veranstalter. Negative Bewertungen bzw. kritische Rezensionen sind durch die Erscheinungsweise vor Stattfinden der Veranstaltung ausgeschlossen.
Die Spielpläne der großen Opern-, Theater- und Kabarettbühnen werden in Tabellenform veröffentlicht, die der kleineren Bühnen in kompakter Planübersicht – inklusive Spielplänen für Kinder- und Jugendtheater, Kabaretts und Showtheater sowie ausführlichen Textankündigungen wichtiger Aufführungen.
Vorgestellt werden außerdem auch Höhepunkte im Stadtleben, Museen und sehenswerte Gebäude und Plätze sowie ausgewählte Restaurants. Das Kinoprogramm wird kurzfristig festgelegt und befindet sich daher nur in der Onlineausgabe.